# Nangolo Mbumba
Nangolo Mbumba, né le 15 août 1941 à Olukonda, est un homme d'État namibien, président de la République du 4 février 2024 au 21 mars 2025, après avoir été vice-président de la République de 2018 à 2024.
Nommé vice-président en 2018 par Hage Geingob, il lui succède comme président après sa mort en 2024.

## Formation
Né à Olukonda (aujourd'hui dans la région d'Oshikoto), au nord du pays, Mbumba est diplômé de la Southern Connecticut State University aux États-Unis avec un BSc en 1971. En 1973, il est diplômé de l'université du Connecticut avec une maîtrise en biologie.
À partir de 1993, il est membre de l'Assemblée nationale. Mbumba occupe ensuite une succession de ministères, dont l'Agriculture, l'Eau et le Développement rural (1993-1996), les Finances (1996-2003), l'Information et la Radiodiffusion (2003-2005) l'Éducation (2005-2010), et la Sûreté et la Sécurité (2010-2012).
Le président Hage Geingob nomme Mbumba vice-président de la république en 2018,.
Le 4 février 2024, il devient président de la République en tant que vice-président à la suite de la mort d'Hage Geingob, et assume pleinement la fonction présidentielle pour la durée restante du mandat de ce dernier (21 mars 2025), en accord avec l'article 34 de la constitution. Il ne souhaite pas se présenter à l’élection présidentielle de 2024, déclarant : « Je ne serai pas là pour les élections, alors pas de panique. ». Il nomme Netumbo Nandi-Ndaitwah vice-présidente de la république, et celle-ci lui succède à la présidence après son élection.